# Giulio Staffieri
Giulio Staffieri (Roma, 20 ottobre 1934) è un politico italiano.

## Biografia
È stato eletto sindaco di Trieste nella Lista per Trieste per la prima volta nel 1985, subentrando a Franco Richetti. Fu sindaco della città per un secondo mandato dall'agosto 1992 al giugno 1993. Alle amministrative del 1993, le prime a elezione diretta del sindaco, è sconfitto al ballottaggio dal candidato Riccardo Illy della coalizione di centro-sinistra. Successivamente è passato a Forza Italia, sedendo in consiglio comunale fino al 1999.
Alle regionali del 1998 è eletto al Consiglio regionale del Friuli-Venezia Giulia, ricoprendo la carica di vicepresidente del consiglio da maggio 2001 a giugno 2003.